# Азбука (секретная организация)
«А́збука» — условное название тайной организации Белого движения, базировавшейся на Юге России. Разведывательное, осведомительное отделение при Ставке верховного главнокомандования Вооружённых сил на Юге России. Существовала с конца 1917 года, хотя формально была оформлена в марте 1918 года, по декабрь 1919 года, при этом деятельность некоторых отделений продолжалась до начала 1920 года. С марта 1918 года возглавлялась видным общественным и политическим деятелем Российской империи В. В. Шульгиным.

## Возникновение и происхождение названия
Секретная организация была создана в Киеве для вербовки офицеров в Добровольческую армию и обслуживания осведомительных нужд Всероссийского национального центра в виде частного агентства В. В. Шульгиным.
В ноябре 1917 г. Шульгин прибыл в Новочеркасск для записи в «Алексеевскую организацию». Генерал Алексеев однако попросил Шульгина: «Я прошу вас и приказываю вернуться в Киев … и — присылайте нам офицеров». Шульгин уехал обратно в Киев, где в хлопотах по организации пересылки офицеров на Дон и родилась эта уникальная разведывательная структура.
Шульгин вспоминал, что название «Азбука» возникло так: «Осведомления я получал от разных лиц. Главный осведомитель был сотрудник „Киевлянина“ и член Государственной думы Савенко. Он сказал, что … хотел бы как-то своё авторство отметить. И будет подписываться „Аз“. Член Государственной думы Демидов, бывший тогда в Киеве, не зная сам того, стал у меня „Буки“. Третьим членом Государственной думы был я, и себе я присвоил шифр „Веди“. Когда „Азбука“ из осведомительной организации выросла в организацию, требующею военной дисциплины, „Веди“ стало главою „Азбуки“». Каждому агенту давалась кличка, соответствующая какой-нибудь букве русского алфавита.

## Цели и задачи
В момент своего создания главными задачами «Азбуки» были вербовка офицеров в Добровольческую армию и политическая разведка. К лету 1918 г. целями организации провозглашались разведка, борьба с большевизмом и украинским сепаратизмом, верность союзникам, приверженность монархии, выяснение политических настроений солдат, офицеров и населения. Шульгин так обозначил задачи организации на момент её зарождения: «1. Против большевиков. 2. Против немцев. 3. Против украинствующих. 4. За Добрармию. Кому это было недостаточно пояснялось: — Газету „Киевлянин“ читали? Так вот и вся программа».
Задачами организации являлись сбор разведывательной информации и её анализ: сбор сведений о внутреннем и внешнем положении России (по обе «стороны фронта»); выяснение политических настроений солдат и офицеров; анализ этой информации и предоставление аналитических докладов Ставке Главкома ВСЮР.

## Финансирование
В начале своей деятельности расходы «Азбуки» покрывались средствами, поступающими от частных лиц и Всероссийского национального центра. Только с лета 1919 года организация была переведена на финансирование Добровольческой армии:530. Ниже приведён в качестве примера месячный бюджет и штатное расписание одесского отделения «Азбуки»:

Начальник отдела — 1350 р. 

Помощник его — 1350 р. 

2 офицера для поручений — 2000 р. 

Заведующий эвакуацией — 1000 р. 

Зав. осведомительным бюро — 1350 р. 

Его помощник — 1000 р. 

Заведующий канцелярией — 1000 р. 

2 машинистки — 1400 р. 

10 агентов осведомления и наблюдения — 10 000 р. 

4 курьера — 4000 р. 

1 служитель — 500 р. 

командиры курьеров — 6000 р. 

Наём помещения, на отопление, освещение — 2000 р. 

Телефон, пишущая машинка и непредвиденные расходы — 5000 р.
Переводчики — 800 р.

## Приёмы разведывательной работы
Шульгин не был профессиональным разведчиком и ему пришлось самому придумывать способы передачи информации. Со слов Шульгина, самым надёжным способом передачи сообщений через линию фронта были разрезанные на узкие полоски бумажные листы, с нанесённым на них текстом, которые вставлялись в готовую папиросу — в папиросную гильзу. Такая вкладка была совершенно незаметна. В папиросной пачке такие папиросы приходилось отмечать едва заметными отметками, чтобы отличить их от обычных папирос. В процессе работы способ был усовершенствован — листы текста снимались на фотоплёнку. Плёнка разрезалась на кусочки и вкладывалась в папиросы. Шульгин вспоминал, что ему не было известно ни одного случая, когда бы курьер был изобличён из-за таких папирос.
Для надёжности одно и тоже сообщение поручалось к доставке нескольким курьерам, что повышало риск «утечки информации», но с этим приходилось мириться, так как курьеры очень часто гибли в дороге — так, например, из шести курьеров, отправленных из Ставки в Киев, до места назначения добрался только один.
Работа «Азбуки» делилась на местную и общую. В результате созданная организация представляла собой тщательно выстроенную агентурную цепочку, доставлявшую сведения со значительной территории бывшей Российской империи. Отделения «Азбуки» делились на пункты 3-х разрядов: к осведомительным пунктам первого разряда относились Москва и Киев; второго разряда — Харьков, Воронеж и Саратов; третьего разряда — Одесса, Кишинев, Львов, Холм, Варшава, Вильно (данные на 1917—1918 гг.). Кроме этого, существовали постоянные курьерские линии:
- 4 человека Екатеринодар — Москва
- 3 человека Екатеринодар — Киев
- 2 человека Екатеринодар — Харьков
- 2 человека Екатеринодар — Воронеж
- 2 человека Екатеринодар — Саратов
- 2 человека Екатеринодар — Одесса — Кишинев

Агентурная деятельность Азбуки этим не ограничивалась. Сохранились донесения агентов из Ростова, Таганрога, Донецкого района, Екатеринослава, Софии, Белграда, Бессарабии, Константинополя, Чехословакии, Галиции, Берлина, Варшавы, Вильно, Минска. И это далеко не полный список.
Обычно донесения составлялись по определённой схеме: внешний вид города, настроения населения, военный гарнизон, мобилизация, эвакуация, органы надзора, советские учреждения, пропаганда и агитация, контрибуция и реквизиция, институт заложников, внутренний фронт. Круг освещаемых вопросов довольно широк. Агенты организации внедрялись в различные властные и городские структуры. В руках «Азбуки» находились сведения не только о действиях, дислокации, планах Красной армии, но и Антанты, Белой армии. Все эти данные тщательно анализировались и подвергались критике, независимо от того, в чью они были пользу.

### Просмотр открытой печати
«Азбука» содержала специальные подразделения в Киеве, Москве и Екатеринодаре, состоявшие, в основном, из женщин, которые занимались только систематизацией и обобщением сведений из советских газет, журналов, листовок и публикуемых для расклейки на видных местах приказов. Эта рутинная работа приводила к потрясающим результатам и стоила иногда засылки десятка разведчиков в тыл неприятеля.

## Деятельность Азбуки

### Москва
Шульгину удалось наладить работу «Азбуки» не только на Юге России. Курьеры «Азбуки» наладили регулярный контакт с представителями московского отделения Всероссийского национального центра (ВНЦ). Основной обмен информацией между ВНЦ и командованием ВСЮР шёл через курьеров «Азбуки». Посылаемые в Москву курьеры нередко разоблачались и погибали:530.

### Киев
С самого начала деятельность «Азбуки» была направлена на вербовку офицеров и отправку их в Алексеевскую организацию. С 18 ноября 1917 года, когда Шульгин вернулся от генерала Алексеева в Киев, по январь 1918 года было отправлено на Дон около полутора тысяч офицеров. Началось формирование 1-го Георгиевского полка, в который успело записаться около трёхсот человек, но захват Киева советскими войсками приостановил всю дальнейшую деятельность. С приходом в Киеве к власти Украинской Директории в декабре 1918 года работа Киевского отделения «Азбуки» значительно усложнилась. Условия ещё более ухудшились после овладения Киевом большевиками в феврале 1919 года. С этого момента по август 1919 года — когда в Киев вошла Добровольческая армия, Киевская «Азбука» работала в автономном режиме — за всё время лишь только один курьер смог добраться до Киева из Штаба ВСЮР, и то, только перед падением большевистского Киева; курьеры из Киева благополучно добирались до Белого Юга дважды:541.
Киевское отделение формально объединилось с подпольным Киевским центром Добровольческой армии, который ставил себе схожие задачи. Но главной задачей «Азбуки» оставалось содействие созданию Киевского «Областного Комитета Национального объединения» — целью которого стояла задача объединения всех сил, стремящихся в восстановлению русской государственности и поддерживающих Добрармию. В Комитет входили представители кадет, социал-демократов, военных и Церкви:541.
В отчётном докладе Шульгина от 5 ноября 1919 года Главкому ВСЮР говорилось:530: 

Киевское отделение «Азбуки» составляло и издавало агитационную литературу…, самоотверженно распространяло эти издания по г. Киеву и по всей Малороссии, создавая в уездах и сёлах конспиративные национальные организации (Комитеты национального объединения России), разрушало военное имущество и подвижной состав большевиков… Пойманные, замученные и расстрелянные сотрудники «Азбуки» свято исполнили свой долг до конца… За 2 года своего существования Азбука понесла значительные потери личного состава, доходившие до 50 % штатного её состояния.

### Одесса

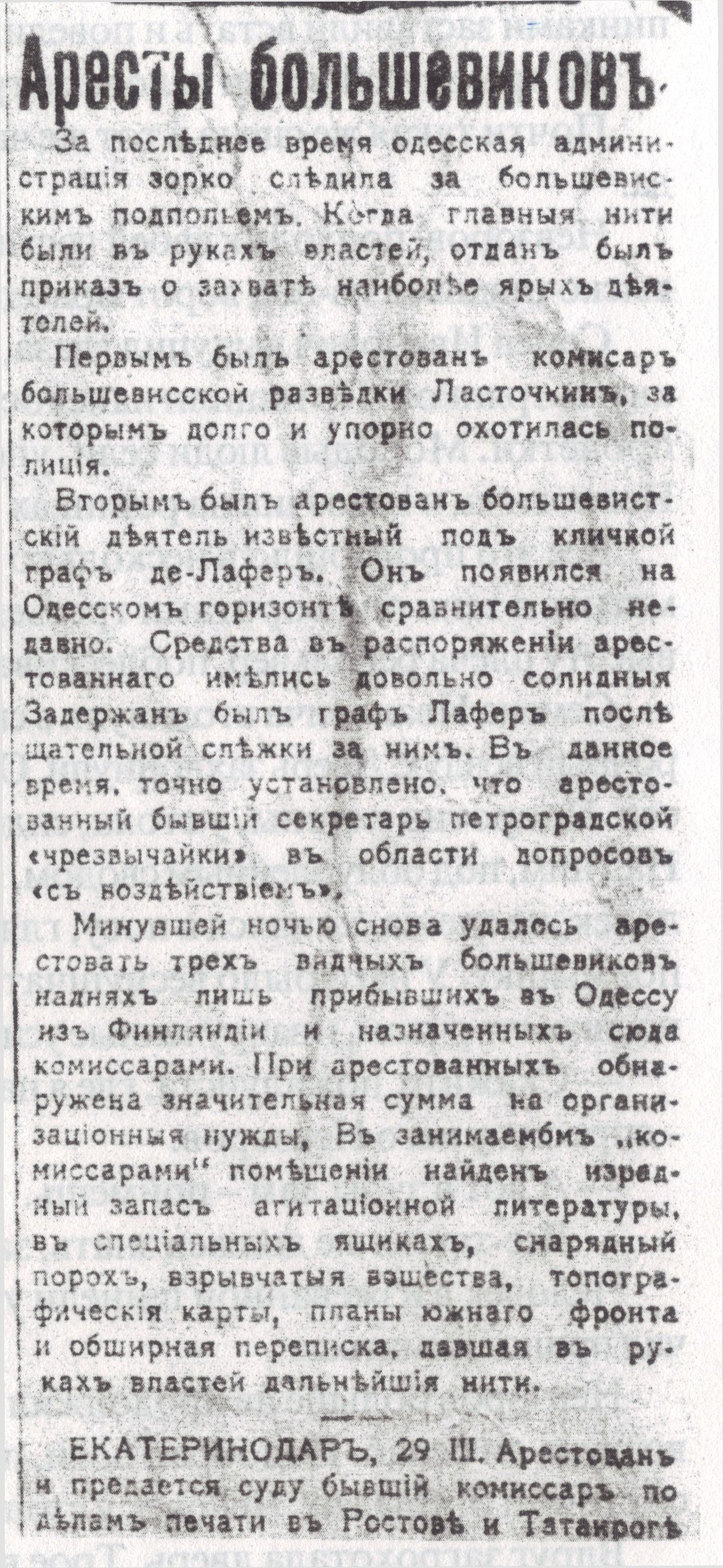
Результат деятельности «Азбуки» — арест (за которым последовал расстрел) красного разведчика де Лафара. «Наше слово», Одесса, 2 апреля 1919

В ноябре 1918 года, в связи с падением власти Украинской державы в Киеве, руководящий центр «Азбуки» был переведён в Одессу. Шульгин с тех пор стал иногда подписывать собственные сообщения не только «Веди», но и «29/XI» — датой перенесения центра в Одессу. Шульгин безвыездно (по начало апреля 1919 года) находился в городе, курируя деятельность всех отделений «Азбуки». В Одессе «Азбука» располагалась в небольшом двухэтажном особняке на Молдаванке — на втором этаже проживал Шульгин с семьёй, первый этаж занимала «Азбука».
«Азбука» тесно сотрудничала с белой контрразведкой (начальник генерал-майор Орлов) и французской (начальник — м-р Порталь). Одним из важных её дел был перехват красных донесений из одесского района в центр. Благодаря этому перехвату были, возможно, ликвидированы знаменитая актриса Вера Холодная 16 февраля и точно — опаснейший для белых красный разведчик Жорж де Лафар (после 23 марта).
Незадолго до занятия Одессы частями атамана Григорьева в апреле 1919 года, Шульгин переехал к А. И. Деникину, оставив одесскую «Азбуку» в подполье и готовя почву для возвращения белых. После освобождения Одессы частями ВСЮР в августе 1919 года, Шульгин вновь вернулся в Одессу. Он восстановил старую организацию, закрепил контакты с местными иностранными консульствами и отбыл в Киев, отвоёванный Добровольческой армией.
После начала отступления частей ВСЮР осенью 1919 года и оставления белыми Киева, Шульгин вернулся в Одессу, где сформировал «Отряд особого назначения». Он должен был стать боевой и идеологической единицей «Азбуки» в условиях подполья (на тот случай, если Одесса вновь будет занята советскими войсками). 8 февраля 1920 года Красная армия заняла Одессу. Шульгин с остатками отряда ушёл из города к румынской границе. Одесская «Азбука» была распылена. Спустя несколько дней Шульгин, которому не удалось выйти на территорию Румынии, был вынужден нелегально вернуться в красную Одессу, где он начал восстанавливать организацию и налаживать её работу в условиях подполья. В городе начинает функционировать одна из ветвей «Азбуки» — «организация Ярошенко». Чекисты смогли выследить эту организацию. Летом 1920 года было арестовано и расстреляно большое число членов этой группы, но Шульгину удалось незадолго до этого покинуть Одессу вместе со своими двумя сыновьями на вёсельной лодке и добраться до белого Крыма.

### Екатеринодар
Екатеринодарским отделением «Азбуки» руководил прибывший из Москвы деятель ВНЦ А. А. Червен-Водали:530

### Связь с лицами Императорской фамилии
По показаниям Шульгина, которые он дал в ходе допросов в тюрьме Лефортово следователям Следственной части по особо важным делам МГБ СССР, «Азбука» поддерживала связь с лицами Императорской фамилии и информировала их о положении в бывшей Российской империи и действиях Добровольческой армии. Так, ещё в до захвата власти большевиками Шульгин, будучи председателем комитета монархических организаций города Киева, организовал переезд вдовствующей Императрицы Марии Фёдоровны из Киева в Крым. В 1918 году через сотрудницу Васильеву была установлена связь с находящимися в Крыму Великим князем Николаем Николаевичем и Марией Фёдоровной.
В 1918 году от имени А. И. Деникина через курьеров «Азбуки» Николаю Николаевичу было предложено занять пост главнокомандующего Добровольческой армии, но тот отказался. Осенью 1918 через «Азбуку» отряд особого назначения по охране лиц Императорской фамилии под командованием П. П. Булыгина был усилен опытными конвойцами. С самим Булыгиным Шульгин первый раз встречался в Киеве ещё в мае 1918 года, обсуждая планы спасения Царской Семьи, а осенью того же года Булыгин прибыл в Екатеринодар с просьбой оказать помощь в охране Романовых, находящихся в Крыму. Так как открытая помощь от имени Добровольческой армии была невозможна из политических соображений, эту миссию взяла на себя «Азбука». Как известно, Романовых, находящихся в Крыму, удалось спасти — в 1919 году они были вывезены из России на корабле Его Величества «Мальборо».

### Прекращение деятельности
На прекращение деятельности агентурной сети «Азбуки» повлиял и тот факт, что во время весеннего-летнего наступления 1919 года, по установлению власти ВСЮР в городах, в которых подпольно действовала организация, члены организации полностью «раскрывали» себя в отношении конспирации — вливались в ряды Добровольческой армии, входили в создаваемые на местах органы гражданской власти и тому подобное. Поэтому, при начавшемся осеннем отступлении ВСЮР, агенты «Азбуки», будучи расконспирированными, не имели возможности оставаться на занимаемых большевиками территориях, а были вынуждены отходить вместе с Белой армией.

## «Азбука наоборот»
Сама Добровольческая армия тоже находилась под контролем «Азбуки». Такой контроль В. В. Шульгин называл «Азбукой-изнанкой» или «Азбукой-наоборот». В её задачу входило информирование командования Добрармии о злоупотреблениях и ненадлежащем исполнении обязанностей представителей Армии. Такая информация передавалась особыми донесениями. Как правило, эти донесения также печатались только в трёх экземплярах и отправлялись А. М. Драгомирову, А. С. Лукомскому и И. П. Романовскому.

## Известные члены
- Барцевич В. П. (1887—1922) — Генерального Штаба полковник, начальник киевского отделения «Азбуки». После освобождения Киева в августе 1919 года — киевский градоначальник[14];
- Баумгартен Р. К. — полковник, заведующий оперативной частью организации в Киеве.
- Вакар А. П. (1879—?) — курьер[8];
- Вакар Н. П. (1894—1970) — курьер[8];
- Васильева В. Е. — секретарь Екатеринодарского отделения, псевдоним — «Принцесса»[8];
- Гунта А. М. — капитан, казначей Екатеринодарского отделения;
- Демидов И. П. — агент «Буки»;
- Ефимовский Е. А. (1885—1964)[8]:41 — адвокат, член «Азбуки» с 1 мая 1918, курьер;
- Колюбакина М. А. — член «Азбуки» с 24 августа 1918 года, машинистка Екатеринодарского отделения[8];
- Кояндер Н. А. — кадет[15], инженер-подпоручик, помощник начальника информационного отдела, член азбуки с 1 декабря 1917 года, псевдоним «Како»[14];
- Лазаревский В. А. (1897—1953) — журналист, сотрудник газеты «Киевлянин», сотрудник киевской «Азбуки»[8];
- Лопуховский А. Я. — прапорщик, член Азбуки с 1 декабря 1917 года, в 1919 году в Екатеринодаре помощник начальника информационного отдела[8];
- Лопуховская М. М. — член «Азбуки» с 1 октября 1918 года, машинистка Екатеринодарского отделения[8];
- Максимович — штабс-капитан, начальник курьерской службы, проживал в Париже[8];
- Масленников Г. Г. — морской офицер, помощник начальника отделения при Ставке Верховного Главнокомандующего[8];
- Могилевский Ф. А. (псевдоним «Эфем» 1886?—1920) — племянник В. В. Шульгина, студент Академии художеств, скульптор и журналист. Печатался в «Киевлянине». В годы Первой мировой войны служил под началом В. В. Шульгина в санитарном отряде Юго-Западной земской организации. Руководитель одесского отделения «Азбуки». Арестован Одесской ЧК. Расстрелян[14];
- Разумихина, Зинаида — курьер[14];
- Самохвалов П. Т. (1869—1946) — жандармский полковник, заместитель начальника «Азбуки» с 1 апреля 1918 года (псевдоним «Око»), в 1920 году — начальник армейской контрразведки Русской армии[8];
- Серкаль — сотрудник французской разведки, заместитель Эмиля Энно, секретарь и атташе французского консульства в Одессе, чех по национальности, агент «Добро»[8];
- Степанов В. А. — агент «Слово»;
- Ткаченко А. П. — прапорщик, курьер, член «Азбуки» с 1 мая 1919 года, старший отдела связи в Киеве[8];
- Чикалин — член киевского отделения, врач[14];
- Шевченко, Александр — рассыльный Екатеринодарского отделения[8];
- Шевченко Н. М. — поручик, член «Азбуки» с 1 декабря 1917 года, комендант Екатеринодарского отделения в 1919 году[8];
- Шевченко М. Г. — унтер-офицер, член «Азбуки» с 15 ноября 1918 года, рассыльный Екатеринодарского отделения[8];
- Шульгин В. В. (1899?—1918) — сын В. В. Шульгина, курьер «Азбуки» в 1918 году[8];
- Шульгин В. В. (1901?—1925?) — сын В. В. Шульгина, курьер «Азбуки» с 1 января 1919 года[8];
- Шульгина Е. Г. — супруга В. В. Шульгина;
- Шульц — прапорщик[8]:410;
- Фиалковский Ю. Е. — подпоручик, в Азбуке с 15 августа 1919 года, курьер[14].

Сводный (но тоже неполный, насчитывающий 110 фамилий) список сотрудников организации, был опубликован в четвёртом выпуске альманаха «Русское прошлое» (СПб.: Logos, 1993).